# العلاقات الغامبية المصرية
العلاقات الغامبية المصرية هي العلاقات الثنائية التي تجمع بين غامبيا ومصر.

## مقارنة بين البلدين
هذه مقارنة عامة ومرجعية للدولتين:
| وجه المقارنة                                              | غامبيا       | مصر           |
| --------------------------------------------------------- | ------------ | ------------- |
| المساحة (كم2)                                             | 11.30 ألف    | 1.01 مليون    |
| عدد السكان (نسمة)                                         | 2.10 مليون   | 94.80 مليون   |
| الكثافة السكانية (ن./كم²)                                 | 185.84       | 93.86         |
| العاصمة                                                   | بانجول       | القاهرة       |
| اللغة الرسمية                                             | لغة إنجليزية | اللغة العربية |
| العملة                                                    | دالاسي غامبي | جنيه مصري     |
| الناتج المحلي الإجمالي (بليون دولار)                      | 1.01 مليار   | 235.37 مليار  |
| الناتج المحلي الإجمالي (تعادل القوة الشرائية) بليون دولار | 3.34 مليار   | 998.67 مليار  |
| الناتج المحلي الإجمالي الاسمي للفرد دولار أمريكي          | 471          | 3.61 ألف      |
| الناتج المحلي الإجمالي للفرد دولار أمريكي                 |              |               |
| مؤشر التنمية البشرية                                      | 0.441        | 0.690         |
| رمز المكالمات الدولي                                      | +220         | +20           |
| رمز الإنترنت                                              | .gm          | .eg، .مصر     |
| المنطقة الزمنية                                           | 00           | ت ع م+02:00   |

## منظمات دولية مشتركة
يشترك البلدان في عضوية مجموعة من المنظمات الدولية، منها:
| علم المنظمة | اسم المنظمة                                                | تاريخ انضمام غامبيا | تاريخ انضمام مصر |
| ----------- | ---------------------------------------------------------- | ------------------- | ---------------- |
|             | مؤسسة التنمية الدولية                                      | 18 أكتوبر 1967      | 26 أكتوبر 1960   |
|             | البنك الإفريقي للتنمية                                     | ?                   | 10 سبتمبر 1964   |
|             | يونسكو                                                     | 1 أغسطس 1973        | 22 يناير 1947    |
|             | مؤسسة التمويل الدولية                                      | 19 سبتمبر 1983      | 20 يوليو 1956    |
|             | الأمم المتحدة                                              | 21 سبتمبر 1965      | 24 أكتوبر 1945   |
|             | الاتحاد الدولي للاتصالات                                   | 27 مايو 1974        | 9 ديسمبر 1876    |
|             | منظمة التعاون الإسلامي                                     | ?                   | 25 سبتمبر 1969   |
|             | منظمة الشرطة الجنائية الدولية                              | ?                   | 7 سبتمبر 1923    |
|             | الاتحاد البريدي العالمي                                    | ?                   | ?                |
|             | البنك الدولي للإنشاء والتعمير                              | 18 أكتوبر 1967      | 27 ديسمبر 1945   |
|             | المركز الدولي لتسوية المنازعات الاستشارية                  | 26 يناير 1975       | 2 يونيو 1972     |
|             | وكالة ضمان الاستثمار متعدد الأطراف                         | 11 سبتمبر 1992      | 12 أبريل 1988    |
|             | الاتحاد الأفريقي                                           | ?                   | 9 يوليو 2002     |
|             | العملية المشتركة للاتحاد الأفريقي والأمم المتحدة في دارفور | ?                   | 31 يوليو 2007    |
|             | منظمة التجارة العالمية                                     | ?                   | 30 يونيو 1995    |

## وصلات خارجية
- موقع وزارة الخارجية الغامبية
- موقع وزارة الخارجية المصرية